# 10561 Shimizumasahiro
A 10561 Shimizumasahiro (ideiglenes jelöléssel 1993 TE2) a Naprendszer kisbolygóövében található aszteroida. K. Endate és Vatanabe Kazuró fedezte fel 1993. október 15-én.